# Војислав Бјењаш
Војислав Вања Бјењаш (Шабац, 30. новембар 1923 — Београд, 13. јун 2000) био је монтажер и помоћни редитељ.
Као монтажер сарађивао је са редитељима као што су: Франтишек Чап, Жика Митровић, Антун Врдољак, Хајрудин Крвавац, Вељко Булајић али су свакако познати његови монтажерски радови на серијалу Зорана Чалића Луде године (од 2 до 5 наставка).
Као редитељ потписао је два наслова: Рафал у небо и Сјенка славе.
Био је у браку са монтажерком Јеленом Бјењаш.

## Филмографија
| Год.     | Назив                            | Улога              |
| -------- | -------------------------------- | ------------------ |
| 1940.-те |                                  |                    |
| 1948.    | Живот је наш                     | монтажер звука     |
| 1948.    | Софка                            | асистент монтаже   |
| 1950.-те |                                  |                    |
| 1950.    | Црвени цвет                      | помоћник редитеља  |
| 1953.    | Скоројевићи                      | помоћник редитеља  |
| 1955.    | Вучја ноћ                        | монтажер           |
| 1955.    | Ешалон доктора М.                | монтажер           |
| 1956.    | Последњи колосек                 | монтажер           |
| 1958.    | Мис Стон                         | монтажер           |
| 1959.    | Пет минута раја                  | монтажер           |
| 1959.    | Виза зла                         | монтажер           |
| 1960.-те |                                  |                    |
| 1960.    | Веселица                         | монтажер           |
| 1960.    | Капетан Леши                     | монтажер           |
| 1960.    | Сигнали над градом               | монтажер           |
| 1963.    | Радопоље                         | консултант монтаже |
| 1964.    | Човек из храстове шуме           | монтажер музике    |
| 1965.    | Горки део реке                   | помоћник редитеља  |
| 1965.    | Девојка (филм)                   | монтажер           |
| 1966.    | Како су се волели Ромео и Јулија | помоћник редитеља  |
| 1968.    | Сунце туђег неба                 | консултант монтаже |
| 1968.    | Брат доктора Хомера              | монтажер           |
| 1968.    | Битка на Неретви (филм)          | монтажер           |
| 1970.-те |                                  |                    |
| 1971.    | Просјаци и синови                | монтажер           |
| 1971.    | Дан дужи од године               | помоћник редитеља  |
| 1971.    | У гори расте зелен бор           | монтажер           |
| 1972.    | Валтер брани Сарајево            | монтажер           |
| 1973.    | Жута (филм)                      | монтажер           |
| 1978.    | Љубав и бијес                    | монтажер           |
| 1979.    | Ујед                             | монтажер           |
| 1979.    | Радио Вихор зове Анђелију        | монтажер           |
| 1980.-те |                                  |                    |
| 1980.    | Хајдук (филм)                    | монтажер           |
| 1980.    | Дошло доба да се љубав проба     | монтажер           |
| 1981.    | Љуби, љуби, ал’ главу не губи    | монтажер           |
| 1983.    | Писмо - Глава                    | помоћник редитеља  |
| 1983.    | Какав деда, такав унук           | монтажер           |
| 1983.    | Иди ми, дођи ми                  | монтажер           |
| 1985.    | Дивљи ветар                      | монтажер           |